# Пардуско
Парду́ско (Nephelornis oneilli) — вид горобцеподібних птахів родини саякових (Thraupidae). Ендемік Перу. Єдиний представник монотипового роду Пардуско (Nephelornis).

## Опис
Довжина птаха становить 13 см. Забарвлення тьмяне, верхня частина тіла тьмяно-оливково-коричнева, нижня частина тіла охриста. Дзьоб тонкий, гострий. Виду не притаманний статевий диморфізм, однак самиці є дещо меншими за самців.

## Поширення і екологія
Пардуско мешкають на східних схилах Анд в центральному Перу, в регіонах Сан-Мартін, Ла-Лібертад, Амазонас і Уануко. Вони живуть у вологих гірських хмарних і карликових лісах та на узліссях, у верхньої межі лісу. Зустрічаються на висоті від 3000 до 3800 м над рівнем моря.

## Поведінка
Пардуско зустрічаються зграйками до 15 птахів, іноді приєднуються до змішаних зграй птахів. Живляться комахами, яких шукають серед листя і моху.